# Jochen Danneberg
Pour les articles homonymes, voir Danneberg.
Jochen Danneberg (né le 9 avril 1953 à Halberstadt) est un ancien sauteur à ski allemand.

## Palmarès

### Jeux olympiques
| Épreuve / Édition | Innsbruck 1976 | Lake Placid 1980 |
| Petit Tremplin    | Argent         | 20e              |
| Grand Tremplin    | 4e             |                  |

### Coupe du Monde
- Meilleur classement final: 33e en 1980.
- Vainqueur de la Tournée des quatre tremplins en 1976 et 1977.
- 1 victoire.

### Saison par saison
| Année | Lieu             |
| 1980  | Oberstdorf (RFA) |